# Деруент (река)
Деруент (на английски: Derwent River) е най-голямата река на остров Тасмания, вливаща се в Тасманово море. Дължината ѝ е 239 km, а площта на водосборния басейн – 9832 km².
Река Деруент изтича от югоизточния ъгъл на езерото Сейнт Клер, разположено на 738 m н.в., в централната част на остров Тасмания. Тече основно в посока юг-югоизток предимно в тясна и дълбока планинска долина, като преминава последователно през няколко малки езера. Течението и е бързо и съпроводено с множество бързеи и прагове. При град Ню Норфолк излиза от планините, става много широка и спокойна и образува дълъг и тесен естуар, чрез който се влива в залива Щорм на Тасманово море, при град Хобърт, столицата на щата Тасмания. В този си участък е плавателна за плитко газещи речни съдове. Основни притоци: леви – Нейв (80 km), Клайд (97 km), Джордан (111 km); десни – Стикс (59 km). Подхранването ѝ е предимно дъждовно и е със сравнително равномерен отток през годините. Средният годишен отток на Деруент е 50 m³/s, минималният – 40 m³/s, максималният – 140 m³/s. Водите ѝ се използват за напояване и производство на електроенергия, като за целта в най-горното ѝ течение е изграден големият язовир „Кинг Уилям“.
Устието на реката е открито на 24 април 1792 г. от участниците в експедицията на френския мореплавател Жозеф Антуан д'Антрекасто. През 1793 г. друг английски морски офицер, Джон Хейс (1768 – 1831), открива и изследва долното ѝ течение (естуара) и я наименува Деруент, по името на реката в Англия, течаща през неговото родно място.